# Крила (књига)
Крила je роман Станислава Кракова (Крагујевац, 28. март 1895 — Сен Жилијен, 15. децембар 1968) српског официра, новинара, књижевника и редитеља, објављен 1922. године.

## О аутору
Станислав Краков је био српски официр, публициста, књижевник, колекционар, синеаста. Живот су му обележила четири рата. Учествовао је у Првом и другом балканском рату, Првом светском рату и Другом светском рату.
Станислав Краков „српски Хемингвеј“, у једној енциклопедији назван “велики јунак ратова“, а у другој, после Другог светског рата „народни непријатељ“, или како је сам себе називао „путујућом трагедијом“ рођен је 1895. године у Крагујевцу. Отац, Зигмунд, (Александар) Краков био је Пољак, лекар, а мајка Персида из тада угледне породице, сестра Милана Недића. Основну школу кренуо у Књажевцу, а завршио је у Зајечару 1905. године, а затим се породица преселила у Кладово. 1910. године се уписује у Другу мушку гимназију. Као ученик седмог разреда, пошто није могао бити примљен у редовну војску, пријављује се у четнички одред Војводе Вука.
Рањаван је седамнаест пута. Добио је: две медаље за храброст, Албанска споменица, Крст милосрђа,Орден белог орла са мачевима 4. степена, две медаље за храброст... 
Станислав Краков је после Првог светског рата уписао права, одлучио је да напусти војну службу и пензионисан је као поручник 1921. године. Од те године почиње његово интензивно бављење новинарством. Није се слагао са комунистима и у септембру 1944. године побегао је у Аустрију, затим у Швајцарску, и на крају у Француску у којој се задржао. Означен је као сарадник окупатора, фашиста, издајник, народни непријатељ, плаћеник, доушник немачке полиције, квислинг.
Избегао је хајку која је за њим као „непријатељем народа“ трајала годинама после окончања Другог светског рата, живеће у беди и страху.
Станислав Краков је био врло заинтересован за филмску уметност. Био је пасионирани филателиста и нумизматичар. Живео је у Паризу, а умро је у Женеви 15. децембра 1968. године, где је био на лечењу.

## О делу
Роман Крила Станислава Кракова се може назвати историјским романом јер говори о Првом светском рату, солунском фронту... 
У књизи нема главног јунака, то је роман о рату, о огромној коби у којој је свако јунак у смртним ужасима и Станислав Краков га је насликао онаквим какав јесте, непосредно, филмском брзином.
Крила у наслову романа, поред опасности и брзине, јасан су фигуративни знак катарзичног узнесења и изненадне смрти главног јунака, али и осталих јунака. 
Ликови овог романа су људи осуђени на смрт. Ово је прича о страху, радости и смрти, која се сваког часа може изненадно појавити.
Крила јесу архетипски знак модерног доба. Могу да значе слободу, покрет, узнесење, узлет маште, жеђ за далеким и недокучивим просторима духа, односно покушај да се превазиђе људска спутаност, тачније везаност за земљу и да се из просечности уздигне мисао слободног човека.

## Библиографска белешка о роману
- Крила, Време, Београд, 1922.
- Крила, приредио Гојко Тешић, "Филип Вишњић", Београд, 1991.
- Крила, у Гојко Тешић(прир.), Романи српске авангарде: У бескрајном плавом кругу Милоша Црњанског, књ. 1, Чигоја штампа - Службени гласник, Београд, 2010.
- Крила, Нова искра, Београд, 2016.
- Крила, у Милош Црњански, Дневник о Чарнојевићу (прир. ЈеленаПанић Мараш) и Станислав Краков, Крила (прир. Зорана Опачић), Антологијска едиција Први светски рат у светској књижевности, том II, Службени гласник, Београд, 2018.
- Крила, Службени гласник, Универзитетска библиотека "Светозар Марковић", Едиција: Дела Станислава Кракова, Београд, 2020.[2]